# Eriolaena lushingtonii
Eriolaena lushingtonii é uma espécie de angiospérmica da família Sterculiaceae.
Apenas pode ser encontrada no seguinte país: Índia.
Está ameaçada por perda de habitat.